# Nomreh-ye Yek
Nomreh-ye Yek (persiska: نمره یک) är en ort i Iran.   Den ligger i provinsen Khuzestan, i den centrala delen av landet, 500 km söder om huvudstaden Teheran. Nomreh-ye Yek ligger 83 meter över havet och antalet invånare är 158.
Terrängen runt Nomreh-ye Yek är huvudsakligen platt, men åt sydost är den kuperad. Runt Nomreh-ye Yek är det ganska tätbefolkat, med 58 invånare per kvadratkilometer. Närmaste större samhälle är Haftkel, 9,4 km öster om Nomreh-ye Yek. Trakten runt Nomreh-ye Yek är ofruktbar med lite eller ingen växtlighet.